# Alinza
Alinza is een geslacht van vlinders van de familie spinneruilen (Erebidae), uit de onderfamilie Hypeninae.

## Soorten
- A. banianoides Schaus, 1916
- A. cumana Schaus, 1916
- A. discessalis Walker, 1865